# Judo aux Jeux méditerranéens de 2013
Navigation
Édition précédente Édition suivante
Le tournoi de Judo s'est disputé du 21 au 23 juin 2013 au hall no 1 du Campus de l’Université de Mersin. 14 épreuves figurent au programme : 7 chez les hommes et 7 chez les femmes.

## Résultats

### Hommes
| Épreuves        | Or                | Argent                   | Bronze                                    |
| Moins de 60 kg  | Yassine Moudatir  | Ahmet Sahin Kaba         | Fabio Basile Ziade Damien                 |
| Moins de 66 kg  | Sugoi Uriarte     | Andraz Jereb             | Nikola Gusic Housem Khalfaoui             |
| Moins de 73 kg  | Hasan Vanlioglu   | Ljubisa Kovacevic        | Jonathan Allardon Enrico Parlati          |
| Moins de 81 kg  | Srdjan Mrvaljevic | Aljaz Sedej              | Massimiliano Carollo Tomislav Marijanovic |
| Moins de 90 kg  | Aleksandar Kukolj | Walter Facente           | Abderahman Benamadi Axel Clerget          |
| Moins de 100 kg | Ramadan Darwish   | Amel Mekic               | Vincenzo D’Arco Feyyaz Yazici             |
| Plus de 100 kg  | Matjaz Ceraj      | Jean-Sébastien Bonvoisin | Bilal Zouani Faïcel Jaballah              |

### Femmes
| Épreuves       | Or                    | Argent             | Bronze                                 |
| Moins de 48 kg | Ebru Şahin            | Valentina Moscatt  | Scarlett Gabrieli Hela Ayari           |
| Moins de 52 kg | Laura Gómez           | Petra Nareks       | Delphine Delsalle Ayse Saadet Arca     |
| Moins de 57 kg | Vlora Bedzeti         | Martina Lo Giudice | Shirley Elliot Fatima Zahra Ait Ali    |
| Moins de 63 kg | Marijana Miskovic     | Nina Milosevic     | Bahar Buker Rizlen Kaida Zouak         |
| Moins de 70 kg | Fanny Estelle Posvite | Maria Bernabeu     | Asmaa Niang Anka Bogacnik              |
| Moins de 78 kg | Géraldine Mentouopou  | Assunta Galeone    | Kaouther Ouallal Vasiliki Lymperopoulo |
| Plus de 78 kg  | Lucija Polavder       | Nihel Cheikhrouhou | Larisa Cerić Belkıs Zehra Kaya         |

## Tableau des médailles
Ci-dessous, le tableau des médailles à l'issue des 14 épreuves individuelles.
| Rang  | Nation             | Or | Argent | Bronze | Total |
| ----- | ------------------ | -- | ------ | ------ | ----- |
| 1     | Slovénie           | 3  | 4      | 1      | 8     |
| 2     | France             | 2  | 1      | 5      | 8     |
| 3     | Turquie            | 2  | 1      | 4      | 7     |
| 4     | Espagne            | 2  | 1      | 0      | 3     |
| 5     | Serbie             | 1  | 1      | 0      | 2     |
| 6     | Maroc              | 1  | 0      | 3      | 4     |
| 7     | Croatie            | 1  | 0      | 1      | 2     |
| 7     | Monténégro         | 1  | 0      | 1      | 2     |
| 9     | Égypte             | 1  | 0      | 0      | 1     |
| 10    | Italie             | 0  | 4      | 4      | 8     |
| 11    | Tunisie            | 0  | 1      | 3      | 4     |
| 12    | Bosnie-Herzégovine | 0  | 1      | 1      | 2     |
| 13    | Algérie            | 0  | 0      | 3      | 3     |
| 14    | Grèce              | 0  | 0      | 1      | 1     |
| 14    | Liban              | 0  | 0      | 1      | 1     |
| 14    | Slovénie           | 0  | 0      | 1      | 1     |
| Total | Total              | 14 | 14     | 28     | 56    |